# إيوثيديموس الأول
إيوثيديموس الأول هو ثالث الملوك الإغريق البختريين، والذي خلف أباه الملك البختري ديودوتس الثاني.
ولد حوالي سنة 260 قبل الميلاد في إيونية؛ وتوفي بين سنتي 195-190 سنة قبل الميلاد في بختريا؛ وخلفه ديميتريوس الأول.